# John Billingham
John Billingham (18 de marzo de 1930 - 4 de agosto de 2013) fue un exdirector de la Oficina del Programa SETI y el director de la División de Ciencias de la Vida en el Centro de Investigación Ames de la NASA. Después de retirarse de la NASA se convirtió en un administrador de la Junta Directiva del Instituto SETI de Administración.

## Biografía
Nació en Worcester, Inglaterra en 1930 y estudió en la Royal Grammar School Worcester. De allí pasó a la Universidad de Oxford para estudiar fisiología. Ganó un grado BCH BM de Oxford y el Hospital de Guy, Londres (lo que equivale a un M.D. en los EE. UU.). Sirvió como oficial médico en la RAF durante siete años, llegando al rango de Jefe de Escuadrón (equivalente a Mayor en la USAF). En 1963, fue invitado a unirse al Centro Espacial Lyndon B. Johnson de la NASA en Houston, Texas, donde dirigió la Sección de Fisiología Ambiental, y trabajó en los programas Mercurio, Géminis y Apolo. En 1965 se trasladó al Centro de Investigación Ames de la NASA en California, donde dirigía la División de Biotecnología, la División de Investigación Extraterrestre, y más tarde la División de Ciencias de la Vida. En 2009 fue incluido en el Salón de la Fama Ames de la NASA donde fue reconocido por sus esfuerzos como el Padre de SETI en la NASA. Después de retirarse de la NASA se unió al Instituto SETI como Científico Senior, y en 1995 se convirtió en miembro de la Junta Directiva del Instituto SETI, con el cargo de vicepresidente.
Murió a la edad de 83 años, en Grass Valley, California, el 4 de agosto de 2013.